# Tomatlán
Tomatlán é um município do estado de Jalisco, no México.
Em 2005, o município possuía um total de 31.798 habitantes.